# Renato Parascandolo
Renato Parascandolo (* 26. September 1945 in Neapel) ist ein italienischer Journalist, Autor und Dozent sowie Fernsehdirektor.
Parascandolo war Direktor der Fernsehprogramme RAI Educational von 1998 bis 2002 und von Rai Trade von 2007 bis 2011. Von 1998 an lehrte er u. a. an der Universität Siena und der Universität La Sapienza in Rom. Der mit einigen Auszeichnungen prämierte Parascandolo verantwortete seit 1974 zahlreiche Fernsehsendungen des journalistischen und wissenschaftlichen Bereiches: „Cronaca“ (1974–1986), „Prima Pagina“ (1976–1981), „Enciclopedia Multimediale delle Scienze Filosofiche“ (1987–2008), „MediaMente“ (1994–2002) und etliche andere.
Als Autor veröffentlichte er sieben Schriften zur Fernseh-Thematik mit dem Schwerpunkt Informationsgesellschaft. 1984 war er als Ko-Regisseur an L'addio a Enrico Berlinguer beteiligt.